# 10142 Sakka
10142 Sakka eller 1993 VG1 är en asteroid i huvudbältet, som upptäcktes den 15 november 1993 av den japanske amatörastronomen Atsushi Sugie i Dynic-observatoriet. Den är uppkallad efter Kazuyuki Sakka.
Asteroiden har en diameter på ungefär 10 kilometer.